# صدمة انسدادية
صدمة انسدادية هو نمط من الصدمة يترافق مع انسداد في الأوعية الكبيرة أو في القلب نفسه. الانصمام الرئوي والاندكاك القلبي يعتبران من أشكال الصدمة الانسدادية.